# Теорема Александера про передбази
Теоремою Александера про передбази у топології називається твердження яке характеризує властивість компактності за допомогою передбази топології.

## Твердження
Нехай X є топологічним простором із передбазою B. Якщо кожне покриття простору X елементами із B має скінченне підпокриття, тоді простір є компактним.

## Доведення
Припустимо, що простір X не є компактним але кожне покриття елементами із B має скінченне підпокриття. Позначимо {\displaystyle {\mathcal {F}}} — сім'ю всіх відкритих покриттів простору X, що не мають скінченних підпокриттів. За припущенням {\displaystyle {\mathcal {F}}\neq \emptyset .}
На {\displaystyle {\mathcal {F}}} можна ввести відношення часткового порядку: для {\displaystyle C_{1},C_{2}\in {\mathcal {F}}} відношенення {\displaystyle C_{1}<C_{2}} виконується якщо {\displaystyle C_{1}\subset C_{2}.} Для кожної лінійно впорядкованої підмножими {\displaystyle \{C_{i}\}_{i\in I}} елементів із {\displaystyle {\mathcal {F}}} існує верхня межа {\displaystyle {\tilde {C}}=\bigcup _{i\in I}C_{i}} (очевидно {\displaystyle {\tilde {C}}} є покриттям X). Тому, згідно леми Цорна, можна знайти відкрите покриття C, що є максимальним елементом {\displaystyle {\mathcal {F}}.} Тобто, якщо V є відкритою підмножиною X, яка не належить C, тоді C ∪ {V} має скінченне підпокриття, для якого V є одним із елементів.
C ∩ B не є покриттям простору X. Якби це було не так то це би було покриття елементами B і згідно припущення із C ∩ B можна було б виділити скінченне підпокриття яке також було б скінченним підпокриттям із C. Це суперечить означенню C. 
Отже існує елемент x із X, що не належить жодній із множин із C ∩ B. Оскільки C є покриттям X то x ∈ U для деякої відкритої множини U ∈ C. Оскільки B є передбазою, то для деяких множин S1, ..., Sn ∈ B, згідно означення: x ∈ S1∩ ··· ∩Sn ⊆ U.
Оскільки x не належить жодній із множин із C ∩ B, то також Si ∉ C для кожного i. (Якщо Si ∈ C для деякого i, тоді також Si ∈ C ∩ B і тому x ∈ Si ∈ C ∩ B). Із максимальності покриття C, для кожного i існує скінченна підмножина CSi покриття C для якої {Si} ∪ CSi є скінченним покриттям простору X. Позначимо CF об'єднання скінченних множин CSi для всіх i із 1 до n. Тоді для кожного i скінченне покриття {Si} ∪ CSi простору X можна замінити на більше скінченне покриття {Si} ∪ CF. Для кожного i скінченна множина {Si} ∪ CF є покриттям простору X, тому також {S1∩ ··· ∩Sn} ∪ CF є покриттям X. Але, як було вказано вище, S1∩ ··· ∩Sn ⊆ U де U ∈ C. Тому {U}∪CF є скінченним покриттям X елементами якого є множини із C. Тобто для C існує скінченне підпокриття, що суперечить вибору C. Тобто для X не існує покриттів відкритими множинами для яких не існує скінченних підпокриттів. Тобто X є компактним простором.